# Rigadin veut faire du cinéma
Pour plus de détails, voir Fiche technique et Distribution.
Rigadin veut faire du cinéma est un film muet français réalisé par Georges Monca, sorti en 1913.

## Fiche technique
- Titre : Rigadin veut faire du cinéma
- Réalisation : Georges Monca
- Scénario : Charles Torquet, Jacques de Choudens
- Photographie :
- Montage :
- Société de production : Pathé Frères
- Société de distribution : Pathé Frères
- Pays d'origine :  France
- Langue : film muet avec les intertitres en français
- Métrage : 200 mètres
- Format : Noir et blanc — 35 mm — 1,33:1 — Muet
- Genre :  Comédie
- Durée : 7 minutes
- Dates de sortie : 
  - France : 14 février 1913

## Distribution
- Charles Prince : Rigadin